# Centre de Recuperació d'Amfibis i Rèptils de Catalunya
El Centre de Recuperació d'Amfibis i Rèptils de Catalunya (CRARC) és un dels pocs centres de recuperació que hi ha a Europa especialitzat en amfibis i rèptils autòctons. Va ser creat i és gestionat per la Comissió Medi Ambient Ajuntament de Masquefa (COMAM), fundada l'any 1985 a Masquefa.
Un centre de recuperació és, genèricament, una institució dedicada a la rehabilitació de fauna silvestre amb la finalitat de retornar-la al seu hàbitat natural. El CRARC esmerça esforços en la gestió de rèptils i amfibis autòctons. Diferents espècies de quelonis, lacèrtids i ofidis reben atenció a les seves dependències. Alguns són objecte de projectes específics, com la tortuga mediterrània, reintroduïda al Parc Natural del Garraf dins un pla general que coordina la Generalitat de Catalunya.
El Centre rep cada any entre 1.000 i 1.200 animals, un 80% dels quals són mascotes de les que els propietaris ja no es poden fer càrrec. Aquest fet suposa un problema per al centre, ja que la major part d'elles són les anomenades tortugues de Florida que no poden ser retornades al medi natural català perquè es tracta d'una espècie invasora per a les tortugues autòctones. D'entre el 20% restant, un 30% dels rèptils i amfibis que sí que es poden reintroduir, es tornen al seu hàbitat. El 2013 va concloure un conveni per a tirar endavant el pla de conservació de la tortuga mediterrània a la Serra de Llaberia.
La investigació representa un puntal dins l'organigrama del Centre donat que la formació continuada és necessària per a gestionar correctament la fauna salvatge. Així doncs, s'han fet nombrosos treballs de recerca sobre reproducció, malalties, biometria, comportament, etc., que han generat diverses ponències en congressos i articles en revistes científiques. El Centre posa especial interès en la divulgació mediambiental i la sensibilització de la població a no deixar en la natura espècies exòtiques, o encara millor, no comprar-les com a mascotes. Organitza dies d'informació per a les escoles i els caps de setmana està obert al públic.

## Publicacions
- Joaquim Soler i Massana, Albert Martínez Silvestre, Elisenda Queralt, L'Escurçó, Col·lecció Fauna nostra, Centre de Recuperació d'Amfibis i Rèptils de Catalunya, 2010, 81 pàgines
- Projecte de reforç de la població de tortugues de rieorl (Mauremys leprosa) a la Reserva natural de fauna salvatge de la desembocadura del riug Gaià i platja de Tamarit. Arxivat 2014-09-12 a Wayback Machine., Masquefa, 2006